# یون دو-سو

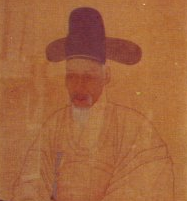
نگارهٔ یون دو-سو / سیاست‌مدار و شاعر

یون دو-سو (به انگلیسی: Yun Doo-su) سیاست‌مدار، شاعر، نویسنده، و فیلسوف مکتب نئوکنفوسیانیسم اهل پادشاهی چوسان بود. اکثر نوشته‌های او در جریان تهاجم ژاپن به کره (۱۵۹۸–۱۵۹۲) به رشتهٔ تحریر درآمده‌است.